# Хребтовый
Хребтовый — посёлок в Богучанском районе Красноярского края России. Административный центр и единственный населённый пункт Хребтовского сельсовета.

## История
Посёлок Хребтовый был основан в 1967 году.

## География
Посёлок находится в северо-восточной части края, к западу от реки Ангара, на расстоянии приблизительно 66 километров (по прямой) к востоку-северо-востоку (ENE) от села Богучаны, административного центра района. Абсолютная высота — 242 метра над уровнем моря.

## Население
| 2010 | 2012  | 2013  | 2014  | 2015  | 2016  | 2017  |
| ---- | ----- | ----- | ----- | ----- | ----- | ----- |
| 1599 | ↘1569 | ↘1567 | ↘1523 | ↘1490 | ↘1423 | ↘1392 |

Гендерный состав
По данным Всероссийской переписи населения 2010 года в гендерной структуре населения мужчины составляли 51,2 %, женщины — соответственно 48,8 %.
Национальный состав
Согласно результатам переписи 2002 года, в национальной структуре населения русские составляли 88 % из 1591 чел.

## Инфраструктура
В посёлке функционируют средняя общеобразовательная школа, детский сад, участковая больница (филиал Богучанской районной больницы), библиотека, сельский дом культуры и отделение Почты России.

## Улицы
Уличная сеть посёлка состоит из шести улиц и семи переулков.